# Шексна (Кирилловский район)
Шексна — посёлок в Кирилловском районе Вологодской области.

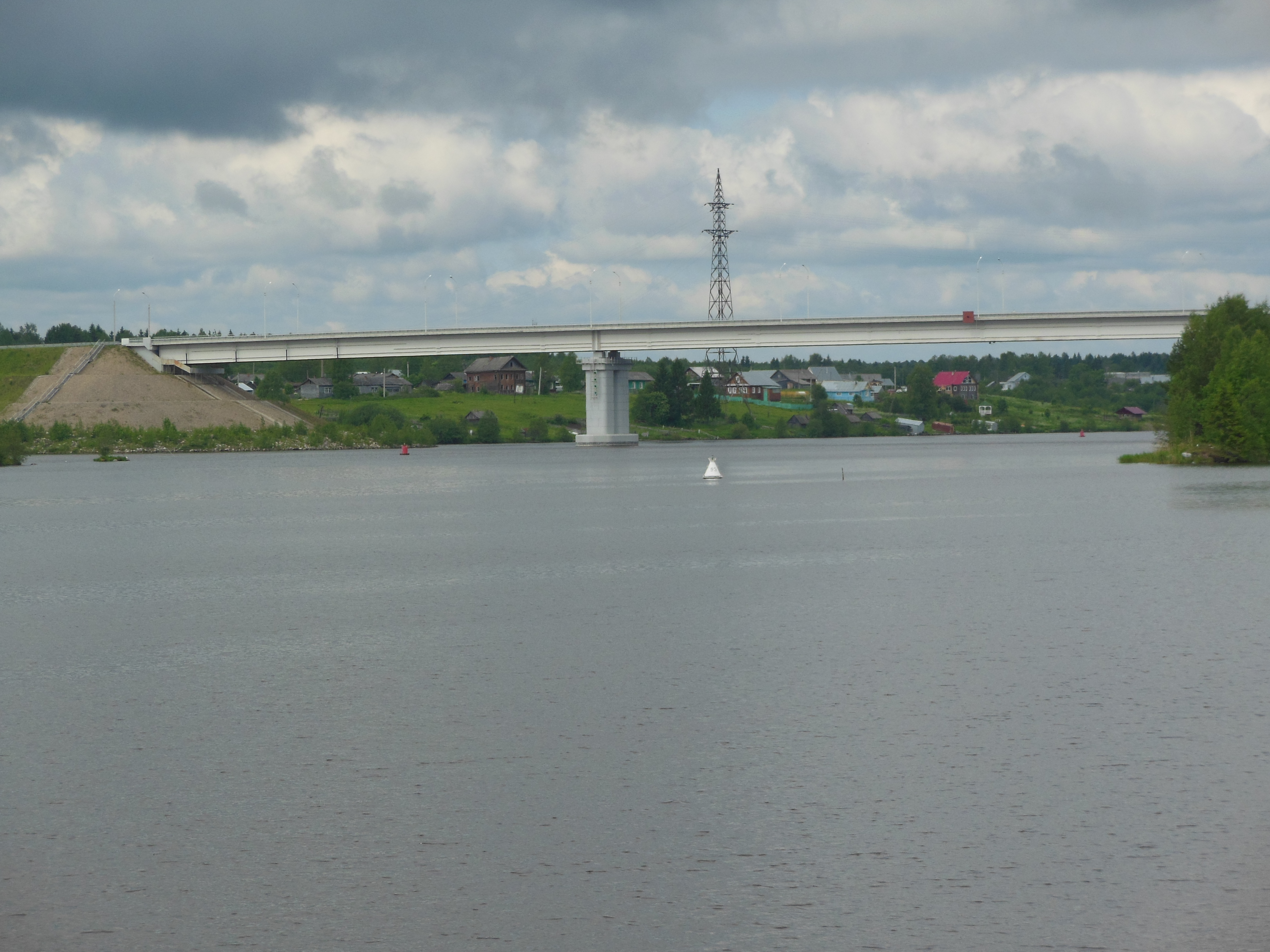
Петропавловский мост и посёлок Шексна за ним.

Входит в состав Алёшинского сельского поселения, с точки зрения административно-территориального деления — в Ивановоборский сельсовет.

## География
Расположен на правом берегу одноимённой реки, близ устья её правого притока, реки Гремихи. Расстояние до районного центра Кириллова по автодороге — 18 км, до центра муниципального образования Шиндалово по прямой — 1,3 км. Ближайшие населённые пункты — Крапивино (примыкает с юго-востока), Иванов Бор (примыкает с северо-запада), Шаврово, Шиндалово, Щетинино (последние три — через Петропавловский мост, на противоположном, левом берегу Шексны).

## История
Возник в начале 1960-х годов в связи со строительством Волго-Балтийского водного пути, приняв переселенцев из зоны затопления Шекснинского водохранилища. В октябре 2004 года поблизости открылся Петропавловский мост, вследствие чего посёлок оказался связан с транспортным коридором Вологда — Карелия (через трассу Череповец — Кириллов), что открывает широкие возможности для его развития.

## Население
По переписи 2002 года население — 74 человека (31 мужчина, 43 женщины). Преобладающая национальность — русские (99 %).